# 86 av. J.-C.
Cette page concerne l'année 86 av. J.-C. du calendrier julien proleptique.

## Événements
- 17 novembre 87 av. J.-C. (1er janvier 668 du calendrier romain) : début à Rome du consulat de Lucius Cornelius Cinna II et Caius Marius VII[1]. 
  - Marius et Cinna, profitant de l'absence de Sylla qui lutte contre Mithridate VI, marchent sur Rome et se déclarent consuls après un massacre brutal d'aristocrates[1].
  - Censure de Lucius Marcius Philippus et Marcus Perperna[1]. 463 000 citoyens romains[2].
- 3 décembre julien (17 janvier romain 668) : à la mort de Marius, Lucius Valerius Flaccus lui est subrogé ; il est envoyé en Orient avec deux légions et le légat Fimbria, partisan de Marius, pour prendre la relève de Sylla[1]. Cinna, appuyé par les chevaliers et les populares, exerce pendant deux ans le consulat.
- 5 février (1er mars romain 668)[1], Première guerre de Mithridate : Sylla s'empare d'Athènes et détruit Le Pirée et les Longs Murs[3].
  - Sylla fait frapper de la monnaie avec les trésors d’Épidaure, d’Olympie et de Delphes pour payer ses troupes[1].
- Été : victoires de Sylla à la bataille de Chéronée puis à la bataille d'Orchomène en Béotie sur Archélaos, général de Mithridate VI, roi du Pont[4]. Devenu suspect aux yeux du roi, Archélaos passe dans le camp des Romains. Les armées pontiques quittent la Grèce.

- Révolte contre le pouvoir Han dans les commanderies de l’extrême sud-ouest de la Chine en 86 et 82 av. J.-C.. Les forces chinoises répriment l’insurrection et 50 000 rebelles sont tués[5].

## Naissances
- 1er octobre : Salluste, homme politique, militaire et historien romain.

## Décès en 86 av. J.-C.
- 13 janvier : Marius meurt de mort naturelle.
- 1er mars : Le philosophe péripatéticien Ariston est tué lors de la prise d’Athènes.
- Lucius Accius, tragédien romain (né à Pisaurum en 170 av. J.-C.).
- Ariarathe IX, roi de Cappadoce, tué lors d'un combat pendant la première guerre de Mithridate.
- Sima Qian (Szu-ma Ts'ien), historien et astrologue chinois (né en 145 av. J.-C.), auteur d’une chronique allant des origines à environ 100 av. J.-C..